# York Street (stadion)
York Street was een voetbalstadion in Boston, Lincolnshire. Het stadion vormde van 1933 tot 2020 de thuisbasis van Boston United.